# Wołodymyr Syrotyn
Wołodymyr Pawłowycz Syrotyn (ukr. Володимир Павлович Сиротін; ur. 3 sierpnia 1977) – ukraiński zapaśnik walczący w stylu wolnym. Brązowy medalista mistrzostw świata w 2002 i mistrzostw Europy w 2005. Szósty w Pucharze Świata w 2005. Trzeci na ME juniorów w 1997 roku.